# Eilema mabillei
Eilema mabillei är en fjärilsart som beskrevs av Butler 1882. Eilema mabillei ingår i släktet Eilema och familjen björnspinnare. Inga underarter finns listade i Catalogue of Life.